# Jaroslav Sakala
Jaroslav Sakala född 14 juli 1969 i Krnov i dåvarande Tjeckoslovakien, är en tjeckisk tidigare backhoppare som tävlade internationellt för Tjeckoslovakien och senare Tjeckien åren 1989-2002. Han representerade Dukla Liberec och är numera backhoppstränare.

## Karriär
Världscupen
Jaroslav Sakala tävlade i världscupen första gången den 15 januari 1989 i Harrachov. Han blev nummer 15 i sin internationella debut. Hans förts placering bland de tio bästa i en deltävling i världscupen kom i Thunder Bay december 1989. Första delsegern kom i Kulm i Bad Mitterndorf 30 mars 1993. Sakala tävlade 13 säsonger i världscupen och vann 4 delsegrar. Som bäst blev han nummer två totalt i världscupen säsongen 1992/1993 (21 världscuppoäng efter Andreas Goldberger från Österrike) och nummer fyra säsongen efter (452 poäng efter segraren Espen Bredesen från Norge).
Olympiska vinterspelen
Hans första stora framgång i ett internationellt mästerskap var vid the olympiska vinterspelen 1992 i Albertville i Frankrike då han ingick i det tjeckoslovakiska lag som tog brons i stora backen. Första backhoppningsgrenen i Le Praz i Courchevel var tävlingen i normalbacken. Ernst vettori från Österrike vann och Sakala blev nummer 15. I lagtävlingen vann han sin första medalj i mästerskapssammanhang då han vann bronsmedaljen tillsammans med František Jež, Tomáš Goder och Jiří Parma. I stora bacekn blev Sakala nummer 41.
Under olympiska spelen 1994 i Lillehammer i Norge, tävlade Sakala för Tjeckien. Han blev nummer 7 i tavlingarna i stora backen (individuellt och lag) och nummer 13 i normalbacken. I sitt sista OS, i Nagano i Japan 1998 var bästa placeringen nummer 7 i lagtävlingen.
Skid-VM
Jaroslav Sakala startade i sitt första Skid-VM i Falun i Sverige 1993 och han vann medalj i alla tävlingarna. I laghoppningen tävlade Sakala för ett kombinerat lag från Tjeckien och Slovakien. Laget vann silvermedaljen 49,4 poäng efter Norge och 26,7 poäng före Österrike. I den jämna tävlingen i stora backen vann Sakala en ny silvermedalj då han var endast 2,3 poäng efter segrande Espen Bredesen. I sista tävlingen, i normalbacken, vann han en bronsmedalj, 9,6 poäng efter Masahiko Harada från Japan och 3,1 poäng efter Andreas Goldberger.
Under Skid-VM 1995 i Thunder Bay i Kanada, blev Sakala nummer 49 i normalbacken och nummer 14 i stora backen. I Skid-VM 1997 i Trondheim i Norge, startade Sakala i stora backen och blev nummer 28. 
I sitt sista VM, i Lahtis 2001 blev Sakala nummer 24 i stora backen. det arrangerades två lagtävlingar och Sakal blev nummer 6 i stora backen och nummer 7 i normalbacken tillsammans med lagkamraterna.
Tysk-österrikiska backhopparveckan
Sakala debuterade i backhopprveckan 28 december 1989 i Oberstdorf. Han startade i backhopparveckan 10 gånger. Bästa säsongen var 1992/1993 då han blev nummer 3 sammanlagt. Han blev då nummer 2 i deltävlingen i Innsbruck 4 januari 1993.
VM i skidflygning
Jaroslav Sakala startade i 5 skidflygnings-VM. Hans första var i Čerťák på hemmaplan i Harrachov 1992. Noriaki Kasai från Japan vann tävlingen. Sakala blev nummer 10, 78,0 poäng efter japanen. I skidflygnings-VM 1994 i Letalnica i Planica i Slovenien tävlade Sakala för Tjeckien och vann guldmedaljen och blev världsmästare 21,5 före Espen Bredesen.
Under VM 1996 i Kulm blev Sakala nummer 19 och i Heini Klopfer-backen i Oberstdorf 1998 blev han nummer 30. I sitt sista skidflygnings-VM på hemmaplan i harrachov slutade han som nummer 22.
Andra tävlingar
Sakala vann världscupen i skidflygning två gånger, i säsongerna 1992/1993 och 1993/1994. Han tävlade också fyra säsonger i Sommar-Grand-Prix och blev som bäst nummer sju sammanlagt 1994. Jaroslav Sakala avslutade sin aktiva backhoppskarriär 2002. Hans sista internationella tävling var lagtävlingen i skidflygning 23 mars 2002 i Planica. Tjeckiska laget blev nummer 8.

## Senare karriär
Efter avslutad aktiv idrottskarriär har Jaroslav Sakala varit verksam som bokhoppstränare. Sedan september 2008 har han varit tränare för tjeckiska damlandslaget i backhoppning.